# Brachystelma foetidum
Brachystelma foetidum är en oleanderväxtart som beskrevs av Rudolf Schlechter. Brachystelma foetidum ingår i släktet Brachystelma och familjen oleanderväxter. Inga underarter finns listade i Catalogue of Life.